# Cholame

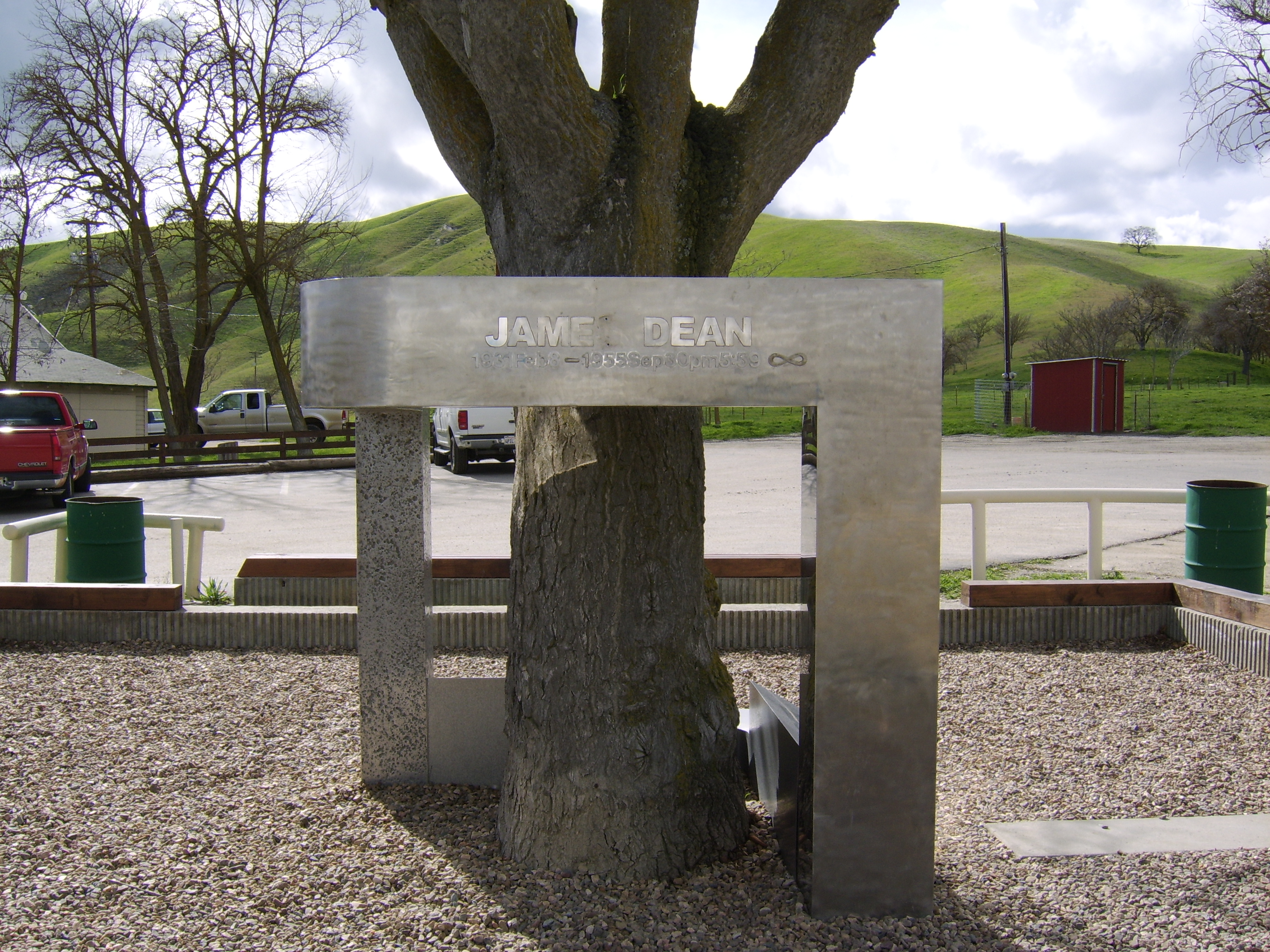
Monument över James Dean i Cholame

Cholame är ett kommunfritt område i San Luis Obispo County i södra Kalifornien, USA.
Cholame har blivit känt för att vara den plats där skådespelaren James Dean omkom i en bilolycka den 30 september 1955. Olyckan ägde dock rum 1,5 kilometer nordost om Cholame.